# تشل گابون (ماهرو)
تشل گابون (بالفارسية: چل گاپون) هي منطقة سكنية تقع في إيران في قسم ماهرو الریفي.